# Cazères-sur-l'Adour
Cazères-sur-l'Adour is een gemeente in het Franse departement Landes (regio Nouvelle-Aquitaine). De plaats maakt deel uit van het arrondissement Mont-de-Marsan. Cazères-sur-l'Adour telde op 1 januari 2022 1.126 inwoners.

## Geschiedenis
De plaats werd in 1313 als bastide gesticht door Marguerite de Foix en de abt van de Abdij van Saint-Jean-de-la-Castelle. De bastide had een regelmatig dambordpatroon met een centraal plein met daaraan gelegen een grote kerk. De plaats zelf was bescheiden van omvang maar was in de 14e eeuw wel een belangrijke meierij in het burggraafschap Marsan.

## Geografie
De oppervlakte van Cazères-sur-l'Adour bedroeg op 1 januari 2022 31,25 vierkante kilometer; de bevolkingsdichtheid was toen 36 inwoners per km².

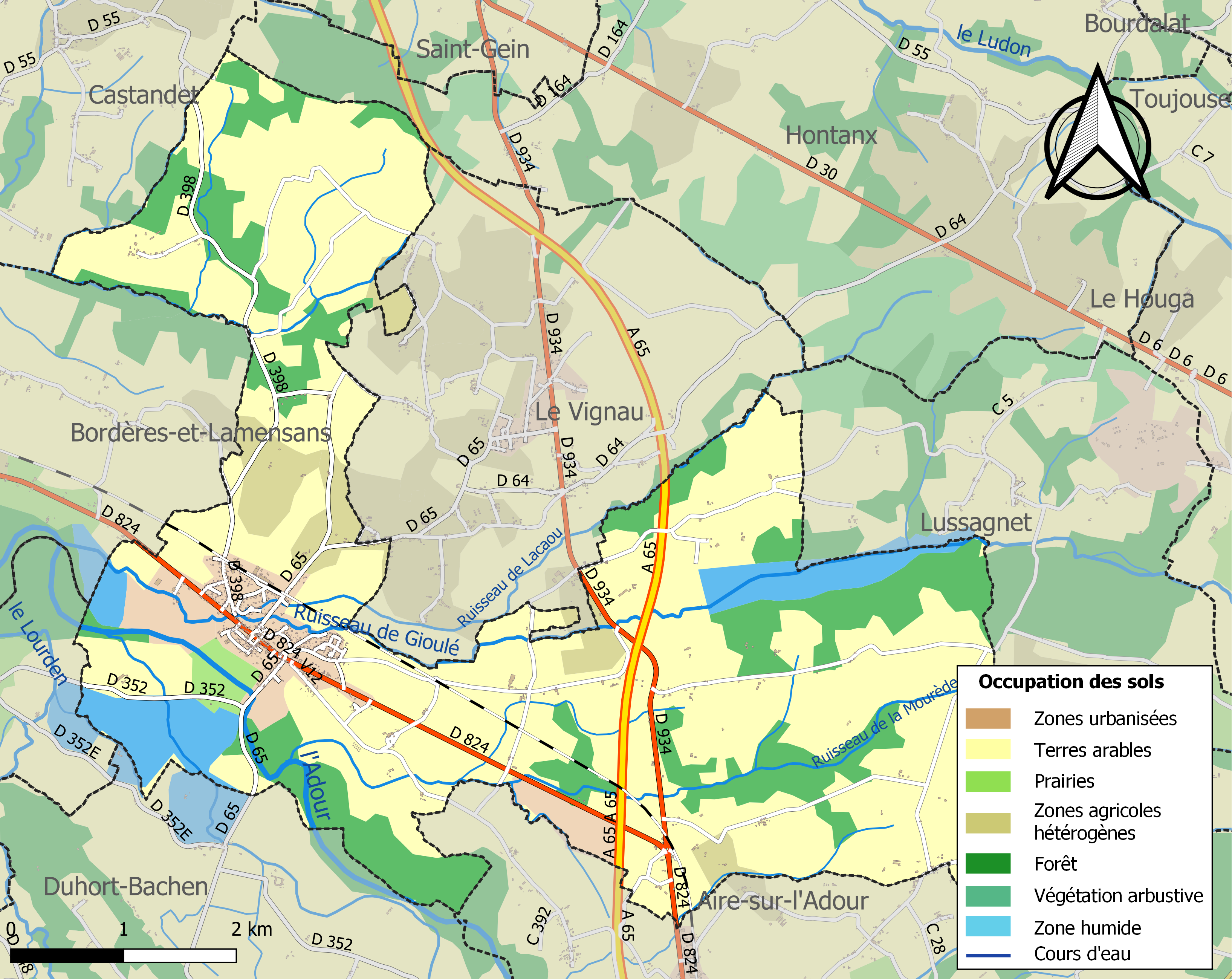
Kaart van de gemeente met de belangrijkste infrastructuur, bodemgebruik en omliggende gemeenten

## Demografie
Onderstaande figuur toont het verloop van het inwonertal (bron: INSEE-tellingen).